# Dasle
 Dasle  es una población y comuna francesa, en la región de Franco Condado, departamento de Doubs, en el distrito de Montbéliard y cantón de Audincourt.

## Demografía
| 1398 | 1357 | 1345 | 1439 | 1418 | 1343 |
| Para los censos de 1962 a 1999 la población legal corresponde a la población sin duplicidades (Fuente: INSEE [Consultar]) |      |      |      |      |      |